# Трупа

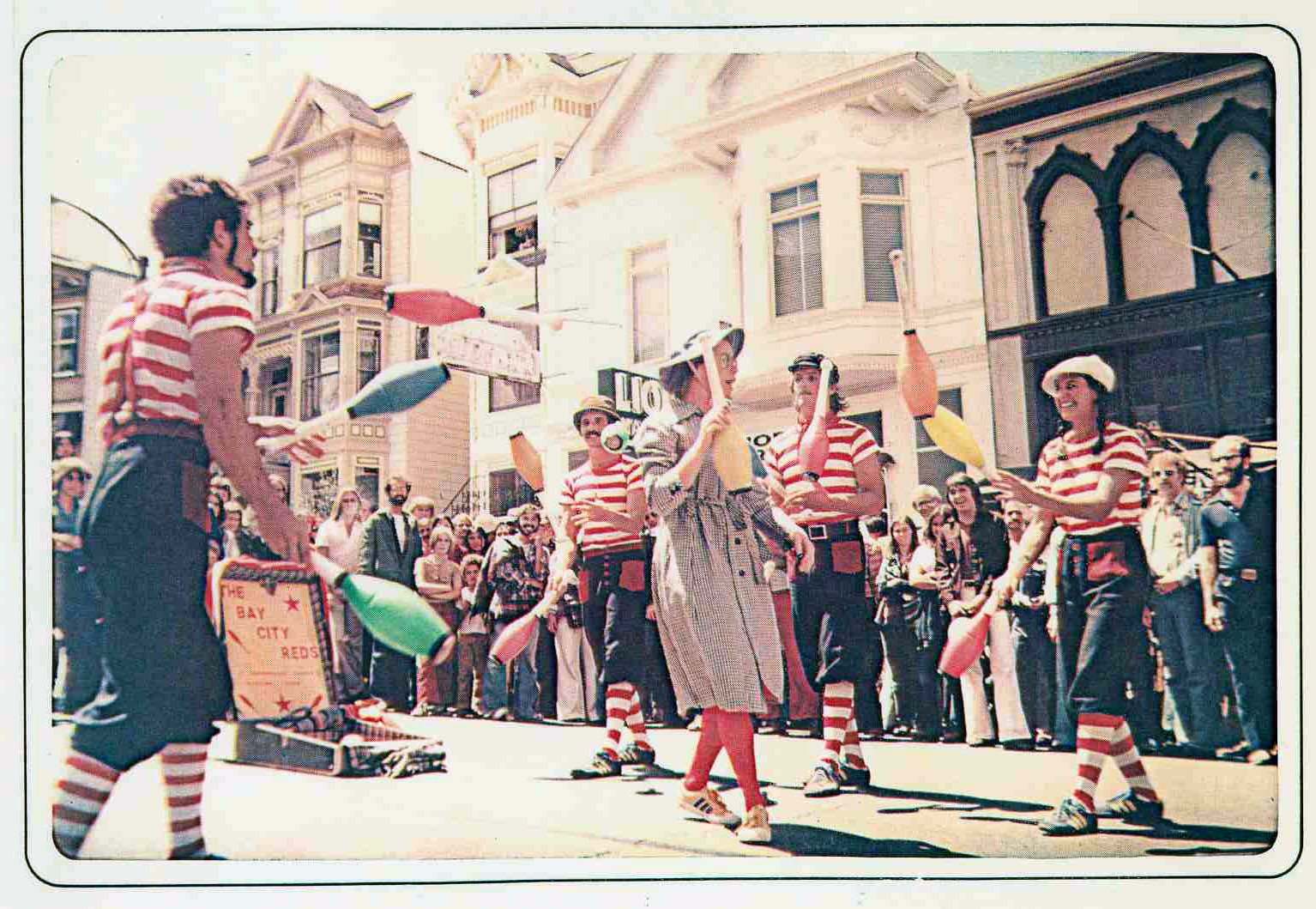
Трупа мандрівних жонглерів Castro Street Fair, Сан-Франциско, 1975 рік

Трупа (нім. Truppe від фр. troupe) — творчий колектив акторів одного театру або цирку, музикантів, співаків. Існують драматичні, оперні, балетні, опереточні та ін. трупи залежно від виду вистав. В Україні термін «трупа» зазвичай означає творчий колектив певного театру або цирку.
В XVI–XVIII ст. акторські трупи називалися в честь імені чи титулу своїх покровителів («Слуги лорда-камергера») або антерпренера чи актора, які очолювали трупу. Ця традиція часто зустрічається і донині.
У багатьох країнах типова організація театру, зазвичай, не передбачає створення постійної трупи (акторів наймають на конкретні спектаклі), в таких країнах театр з постійною трупою називається «репертуарним». В Україні та країнах Східної Європи більшість театрів мають постійну трупу, набір спектаклів і приміщення, тому уточнення зазвичай не використовується (технічно ці театри є «стаціонарними репертуарними театрами»). Такі репертуарні театри вперше з'явилися в Англії в XIX столітті.